# Hugo Marcel
Hugo Marcel (Buenos Aires, Argentina, 24 de enero de 1942) es un cantante de tango y actor argentino. 

## Biografía
Hugo Marcel, cuyo nombre real es Gregorio Horacio Cárpena nació en el barrio de Villa Luro. En el año 1957, contando solamente con catorce años de edad, ingresó en la orquesta de Leopoldo Federico como niño precoz. 

## Inicios
Por iniciativa de Alejandro Romay formó un rubro artístico con  Elsa Rivas y Roberto Rufino. A la citada agrupación se agregó la juvenil voz de Gregorio Cárpena (conocido en aquellos tiempos por su nombre artístico Hugo Marcelino), debutando todos por la emisora citada y presentándose en el  mitológico café Richmond.
Siempre como vocalista en esa orquesta y en un programa especial transmitido por Radio Belgrano, recibió el padrinazgo artístico de Azucena Maizani y Alberto Marino. A fines de 1958, la agrupación Rufino-Rivas-Federico, se disolvió. 
Miguel Caló lo convocó para incorporarlo a su orquesta. No estuvo mucho tiempo en esa agrupación, aunque se presentó por Radio Belgrano, en clubes de barrio y salas de baile. En esa etapa con Caló no llegó a grabar.
En 1962 fue requerido por el maestro Osvaldo Fresedo como vocalista de su orquesta, en la que ya actuaba el cantor Carlos Barrios. Por consejo de su padre y de Fresedo, dejó de llamarse Hugo Marcelino para pasar a ser, definitivamente, Hugo Marcel.

## Etapa como solista
Se presentó como cantor de Fresedo a los 15 años de edad. Un excelente momento para él ya que su presencia era solicitada por importantes clubes: Comunicaciones, Náutico de Olivos, Regatas, Lugano Tennis Club y otros. También amenizó los bailes de la confitería Nino, de Vicente López y las elegantes veladas danzantes del Plaza Hotel y del Alvear Palace Hotel.
El 12 de enero de 1959, Marcel grabó por primera vez. Los tangos seleccionados para esa oportunidad fueron Que lejos de mi Buenos Aires, Después del carnaval, este último había sido un suceso varios años atrás en con la voz de Ricardo Ruiz. La orquesta, con Marcel y Barrios, se presentó en varias oportunidades por Canal 7 y fue figura en los famosos Sábados Circulares de Pipo Mancera, por Canal 13.

## Etapa melódica y tanguera
Al llegar 1962, cuando las fuentes de trabajo para los intérpretes de tango habían mermado enormemente por diversas razones, Hugo se vio obligado a tomar otros rumbos dentro de la canción popular, se dedicó al género melódico. Se consagró como cantante internacional, para ello buscó el acompañamiento de grandes directores: Lucio Milena, Waldo de los Ríos, Oscar Toscano, Buby Lavechia y Horacio Malvicino. Pero por suerte, no tardó mucho en regresar al tango, el amor de toda su vida.
En 1964, fue llamado por el maestro Mariano Mores para cantar en su Orquesta Lírica Popular junto a  Susy Leiva. Con Mores tuvo la oportunidad de realizar importantes giras por el interior del país y presentarse en grandes producciones de televisión. En 1964, grabó varios temas con la orquesta de Mores. El primer registro es el del 23 de julio y el último del 5 de octubre. Entre esas grabaciones destacamos Viejo Buenos Aires y Tan solo un loco amor.
Ese mismo año, debido a las ofertas que se le hicieron de todos los medios, no tuvo más remedio que abandonar la orquesta de Mores. Entre 1969 y 1974, su carrera se repartió entre el repertorio melódico y el tango. 

## Programación
En 1975, siendo la autoridad máxima de la Asociación Argentina de Artistas de Variedades, Hugo hizo que la entidad auspiciara un programa de televisión para que, junto a las grandes figuras, se presentaran cantantes, conjuntos vocales o instrumentales a fin de promocionarlos. La mayoría de ellos, luego continuó una importante carrera en el país y en el exterior. El programa se tituló Variedades concert, siendo su director musical Quique Lanóo; sus conductores: Nelly Trenti, Rubén Horacio Bayón y Jorge Ruanova.

## Regreso a la música
Su retorno al disco se produjo en 1977, compartiendo el rubro vocal con su hermano Eduardo. En la primera oportunidad con el acompañamiento de Atilio Stampone y luego con el cuarteto de Carlos Galván.
En 1970, actuó en los Estados Unidos durante seis meses. En el país del norte realizó giras por las más importantes ciudades acompañado por la actriz y bailarina Beba Bidart.
En 1986, fue llamado por el maestro Osvaldo Requena para actuar junto a la Orquesta Juan de Dios Filiberto, reorganizada a solicitud de la subsecretaría de Cultura del Ministerio de Educación. En esa instancia se presentaron, con buena respuesta por parte del público, en el Teatro Nacional Cervantes, en el Palacio del Congreso y en otros centros culturales. Paralelamente a ello y hasta 1989, siguió presentándose como solista. Al año siguiente realizó una serie de actuaciones en el teatro Presidente Alvear junto al mundialmente famoso Sexteto Mayor.

## Filmografía
Marcel actuó en diversas producciones musicales algunas de la época dorada del cine argentino como Buenas noches Buenos Aires en 1964 junto a grandes como Tita Merello y Hugo del Carril.
También hizo Una ventana al éxito de 1966 junto a otros músicos  como Los Chalchaleros, Los Iracundos, Nicky Jones,  Juan Ramón y Johnny Tedesco.
En 1970 trabajó en Así es Buenos Aires con Susana Giménez, Soledad Silveyra y Ricardo Bauleo. En dicha película Marcel interpreta los temas Niña mujer, Hoy he visto pasar a María, Nostalgias, Por quien llora Soledad y Que falta que me haces.
En la película "Los Mochileros" dirigida por Emilio Vieyra, estrenada en julio de 1970, es quien canta en off el tema "Carretera adelante" de Salvador Valverde Calvo y Victor Buchino.

## Discografía
- 1959: "La voz romántica y sensual - Latin Velvet" - COLUMBIA
- 1979: "Osvaldo Fresedo y su Orquesta típica - El día que me quieras" (Canta Hugo Marcel y Carlos Barrios) - CBS
- ????: "III Festival Buenos aires de la Canción" - GAUMONT REC USA
- ????: "Recorded in Argentina" - RCA
- ????: "Hugo Marcel" - CBS
- ????: "Hugo Marcel" - RCA
- ????: "Para el mundo" - RCA
- ????: "El gran Hugo Marcel" - RCA
- ????: "Tangos para cantar con mi pueblo" - PHILIPS
- ????: "Hugo y Eduardo Marcel - Los cantores" - PHILIPS

## Vida privada
Hugo Marcel está casado desde septiembre de 1961 con Dolores Martha Barros, hija de Antonio Barros, famoso hombre del espectáculo durante las décadas del '50, '60 y '70. El matrimonio tuvo un hijo llamado Christian.

## Premios
- Premio Konex 1995: Cantante Masculino de Tango
- Premio Konex 2005: Cantante Masculino de Tango[3]

## Presentaciones televisivas
- Alta tensión con el tema Por favor no te encariñes conmigo.
- Sábados Circulares